# Associazione Calcio Carpi 1978-1979
Questa pagina raccoglie le informazioni riguardanti l'Associazione Calcio Carpi nelle competizioni ufficiali della stagione 1978-1979.

## Stagione
Nella stagione 1978-79 il Carpi ha disputato il girone B del campionato di Serie C2, con 34 punti in classifica ha ottenuto l'ottava posizione, il torneo è stato vinto con 47 punti dal Pergocrema davanti al Sant'Angelo Lodigiano con 42 punti, entrambe promosse in Serie C1.

## Rosa
| N. |                   | Ruolo | Calciatore            |
| -- | ----------------- | ----- | --------------------- |
|    | Italia (bandiera) | C     | Paolo Barilli         |
|    | Italia (bandiera) | D     | Pierluigi Bonetti     |
|    | Italia (bandiera) | A     | Massimo Brutti        |
|    | Italia (bandiera) | A     | Gianluca Burani       |
|    | Italia (bandiera) | C     | Daniele Campani       |
|    | Italia (bandiera) | D     | Wilson Canovi         |
|    | Italia (bandiera) | C     | Gian Domenico Carzoli |
|    | Italia (bandiera) | A     | Florindo Cumani       |
|    | Italia (bandiera) | D     | Franco Falcetta       |
|    | Italia (bandiera) | P     | Marco Fava            |
|    | Italia (bandiera) | D     | Marco Forghieri       |

| N. |                   | Ruolo | Calciatore        |
| -- | ----------------- | ----- | ----------------- |
|    | Italia (bandiera) | C     | Federico Frigerio |
|    | Italia (bandiera) | C     | Daniele Gavioli   |
|    | Italia (bandiera) | C     | Paolo Ghidoni     |
|    | Italia (bandiera) | A     | Marco Gibertini   |
|    | Italia (bandiera) | C     | Lamberto Grazioli |
|    | Italia (bandiera) | D     | Ivo Iaconi        |
|    | Italia (bandiera) | A     | Giancarlo Magnani |
|    | Italia (bandiera) | A     | Marco Moretti     |
|    | Italia (bandiera) | P     | Mario Rama        |
|    | Italia (bandiera) | C     | Claudio Zitta     |

## Risultati

### Campionato

#### Girone di andata
| 1º ottobre 1978 1ª giornata | Carpi | 0 – 1 | Pro Patria |  |

| 8 ottobre 1978 2ª giornata | Seregno | 2 – 1 | Carpi |  |

| 15 ottobre 1978 3ª giornata | Carpi | 1 – 0 | Mestrina |  |

| 22 ottobre 1978 4ª giornata | Audace SME | 0 – 5 | Carpi |  |

| 29 ottobre 1978 5ª giornata | Carpi | 1 – 1 | Conegliano |  |

| 5 novembre 1978 6ª giornata | Monselice | 1 – 2 | Carpi |  |

| 12 novembre 1978 7ª giornata | Carpi | 1 – 1 | Omegna |  |

| 19 novembre 1978 8ª giornata | Pavia | 1 – 1 | Carpi |  |

| 26 novembre 1978 9ª giornata | Carpi | 1 – 1 | Pergocrema |  |

| 3 dicembre 1978 10ª giornata | Carpi | 0 – 0 | Sant'Angelo |  |

| 10 dicembre 1978 11ª giornata | Pro Vercelli | 0 – 0 | Carpi |  |

| 17 dicembre 1978 12ª giornata | Carpi | 0 – 0 | Legnano |  |

| 30 dicembre 1978 13ª giornata | Bolzano | 1 – 1 | Carpi |  |

| 7 gennaio 1979 14ª giornata | Adriese | 1 – 1 | Carpi |  |

| 14 gennaio 1979 15ª giornata | Carpi | 1 – 0 | Vigevano |  |

| 21 gennaio 1979 16ª giornata | Rhodense | 1 – 0 | Carpi |  |

| 28 gennaio 1979 17ª giornata | Carpi | 0 – 0 | Fanfulla |  |

#### Girone di ritorno
| 4 febbraio 1979 18ª giornata | Pro Patria | 1 – 1 | Carpi |  |

| 11 febbraio 1979 19ª giornata | Carpi | 2 – 4 | Seregno |  |

| 18 febbraio 1979 20ª giornata | Mestrina | 1 – 0 | Carpi |  |

| 25 febbraio 1979 21ª giornata | Carpi | 2 – 0 | Audace SME |  |

| 4 marzo 1979 22ª giornata | Conegliano | 1 – 4 | Carpi |  |

| 11 marzo 1979 23ª giornata | Carpi | 2 – 2 | Monselice |  |

| 25 marzo 1979 24ª giornata | Omegna | 2 – 0 | Carpi |  |

| 1º aprile 1979 25ª giornata | Carpi | 0 – 0 | Pavia |  |

| 8 aprile 1979 26ª giornata | Pergocrema | 2 – 0 | Carpi |  |

| 22 aprile 1979 27ª giornata | Sant'Angelo | 0 – 2 | Carpi |  |

| 29 aprile 1979 28ª giornata | Carpi | 1 – 1 | Pro Vercelli |  |

| 6 maggio 1979 29ª giornata | Legnano | 2 – 1 | Carpi |  |

| 13 maggio 1979 30ª giornata | Carpi | 2 – 1 | Bolzano |  |

| 20 maggio 1979 31ª giornata | Carpi | 0 – 0 | Adriese |  |

| 27 maggio 1979 32ª giornata | Vigevano | 0 – 1 | Carpi |  |

| 3 giugno 1979 33ª giornata | Carpi | 0 – 1 | Rhodense |  |

| 9 giugno 1979 34ª giornata | Fanfulla | 2 – 2 | Carpi |  |